# Epitrix pubescens
Epitrix pubescens är en skalbaggsart som först beskrevs av Koch 1803.  Epitrix pubescens ingår i släktet Epitrix, och familjen bladbaggar. Arten är reproducerande i Sverige.

## Bildgalleri

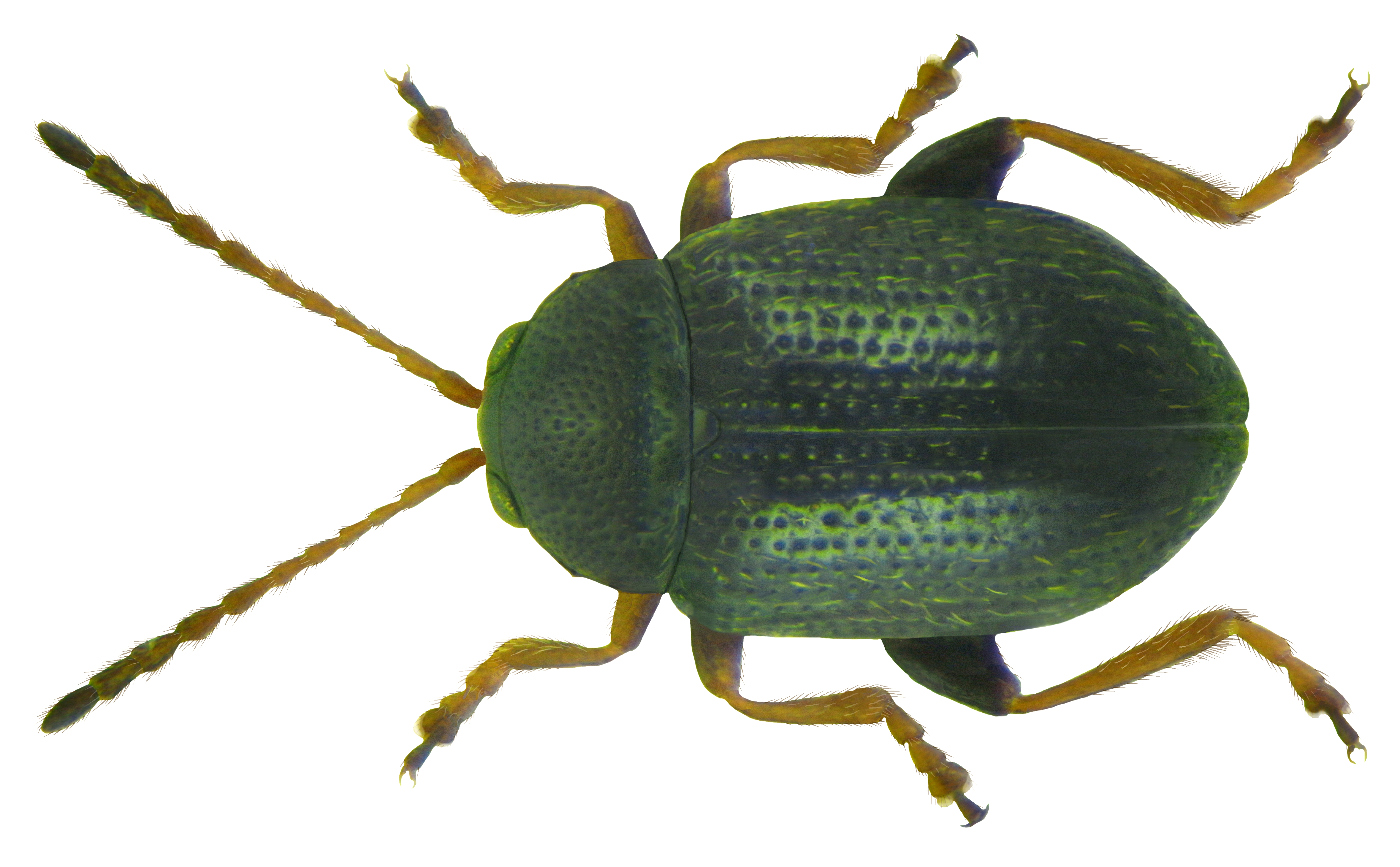